# هيلين بيلي
هيلين بيلي (بالإنجليزية: Helen Bailey)‏ هي كاتِبة بريطانية، ولدت في 1965 في نيوكاسل أبون تاين في المملكة المتحدة، وتوفيت في 2016 في Royston, Hertfordshire ‏ في المملكة المتحدة.

## وصلات خارجية
- الموقع الرسمي